# Hymenodon sphaerothecius
Hymenodon sphaerothecius är en bladmossart som beskrevs av Bescherelle 1873. Hymenodon sphaerothecius ingår i släktet Hymenodon och familjen Rhizogoniaceae. Inga underarter finns listade i Catalogue of Life.